# Tiqqi
Pour les articles homonymes, voir ISK.
Tiqqi, anciennement nommée Isk, est une commune rurale de la préfecture d'Agadir Ida-Outanane, dans la région de Souss-Massa, au Maroc. Elle ne dispose pas de centre urbain mais son chef-lieu est un village du même nom.

## Toponymie
Depuis 1992, Tiqqi est la dénomination officielle et le nom du village chef-lieu de la commune. Avant 1992, le nom de la commune était celui de l'ancien chef-lieu de la commune, Isk.

## Historique
La commune de Tiqqi, créée en 1959 sous le nom de Isk, fait partie des 801 premières communes formées lors du premier découpage communal qu'a connu le Maroc. Elle se trouvait dans la province d'Agadir, précisément dans le cercle d'Inezgane.

## Démographie
La commune a connu, de 2004 à 2014 (années des derniers recensements), une baisse de population, passant de 10 078 à 8 773 habitants,.
|      | Population totale | Ménages | Population urbaine | Population rurale | Étrangers |
| 1960 | 13 803            | -       | 0                  | 13 803            | -         |
| 1971 | 15 195            | -       | 0                  | 15 195            | -         |
| 1982 | 17 619            | 3 154   | 0                  | 17 619            | 0         |
| 1994 | 9 447             | 1 654   | 0                  | 9 447             | 0         |
| 2004 | 10 078            | 1 735   | 0                  | 10 078            | 0         |
| 2014 | 8 773             | 1 716   | 0                  | 8 773             | 0         |

## Administration et politique
La commune rurale de Tiqqi est située au sein du caïdat d'Immouzer, lui-même situé au sein du cercle d'Agadir-Atlantique,.